# Centrale Alcan-16
La centrale Alcan-16 est une ancienne centrale hydroélectrique située à Shawinigan au Québec (Canada), sur la rivière Saint-Maurice.

## Histoire
La centrale Alcan-16 est construite en 1907. Elle comprend cinq génératrices à courant continu. Comme pour la centrale N.A.C., elle servait à alimenter directement en électricité les salles de cuves de l'ancienne aluminerie de Shawinigan. Elle ferme en même temps que les cuves en 1945. Elle a été ensuite démolie et il ne reste plus que les fondations.